# Rudolph Valentino
Rodolfo Alfonso Raffaello Pierre Filiberto Guglielmi di Valentina d'Antonguella (ngày 6 tháng 5 năm 1895 - 23 tháng 8 năm 1926), được biết đến với nghệ danh là Rudolph Valentino, là một diễn viên người Ý tại Hoa Kỳ, người đã đóng vai chính trong một số phim câm nổi tiếng bao gồm The Four Horsemen of the Apocalypse, The Sheik, Blood and Sand, The Eagle và Con trai của Sheik.
Ông là một biểu tượng sex của những năm 1920, người được biết đến ở Hollywood với cái tên Người tình Latin (một danh hiệu do giới làm phim Hollywood đặt cho ông), Người tình vĩ đại, hay đơn giản là Valentino. Cái chết sớm của ông ở tuổi 31 đã gây ra sự cuồng loạn hàng loạt trong số những người hâm mộ của ông và càng nâng cao vị thế của ông như một biểu tượng điện ảnh văn hóa.